# NGC 6704
NGC 6704 este o galaxie situată în constelația Scutul. A fost descoperită în 23 iulie 1854 de către August Winnecke.